# 30. People’s Choice Awards-gála
Az 30. People’s Choice Awards-gála a 2003-as év legjobb filmes, televíziós és zenés alakításait értékelte. A díjátadót 2004. január 11-én tartották a kaliforniai Pasadena Civic Auditoriumban, a műsor házigazdái Charlie Sheen és Jon Cryer voltak. A ceremóniát a CBS televízióadó közvetítette.

## Győztesek és jelöltek
Forrás:
| Az év új tévévígjátéka       | Az év női előadója                             |
| ---------------------------- | ---------------------------------------------- |
| - Két pasi – meg egy kicsi   | - Faith Hill - Beyoncé                         |
| Az év drámája                | Minden idők legjobb mulattatója                |
| - A Gyűrűk Ura: A két torony | - Tom Hanks                                    |
| Az év férfi tévés sztárja    | Az év filmje                                   |
| - Ray Romano                 | - A Karib-tenger kalózai: A Fekete Gyöngy átka |
| Az év vígjátéka              | Az év férfi előadója                           |
| - A minden6ó                 | - Tim McGraw                                   |
| Az év talkshow műsorvezetője | Az év női tévés sztárja                        |
| - Oprah Winfrey              | - Jennifer Aniston                             |
| Az év férfi filmsztárja      | Az év vígjátékműsora                           |
| - Mel Gibson                 | - Jóbarátok                                    |
| Az év drámaműsora            | Az év női filmsztárja                          |
| - CSI: A helyszínelők        | - Julia Roberts                                |
| Az év realityje              | Az év együttese                                |
| - Survivor: Pearl Islands    | - Matchbox Twenty                              |
| Az év új drámaműsora         |                                                |
| - Isteni sugallat            |                                                |

## Fordítás
- Ez a szócikk részben vagy egészben  a(z)   30th People's Choice Awards című angol Wikipédia-szócikk fordításán alapul.  Az eredeti cikk szerkesztőit annak laptörténete sorolja fel. Ez a jelzés csupán a megfogalmazás eredetét és a szerzői jogokat jelzi, nem szolgál a cikkben szereplő információk forrásmegjelöléseként.